# Otto Borik
Otakar „Otto“ Borik (* 25. September 1947 in Prag) ist ein tschechisch-deutscher Schachspieler und -autor. Borik ist seit 1982 Internationaler Meister. Er gab zahlreiche Schachbücher heraus und ist seit 1979 Chefredakteur des Schach-Magazin 64.

## Schachlaufbahn

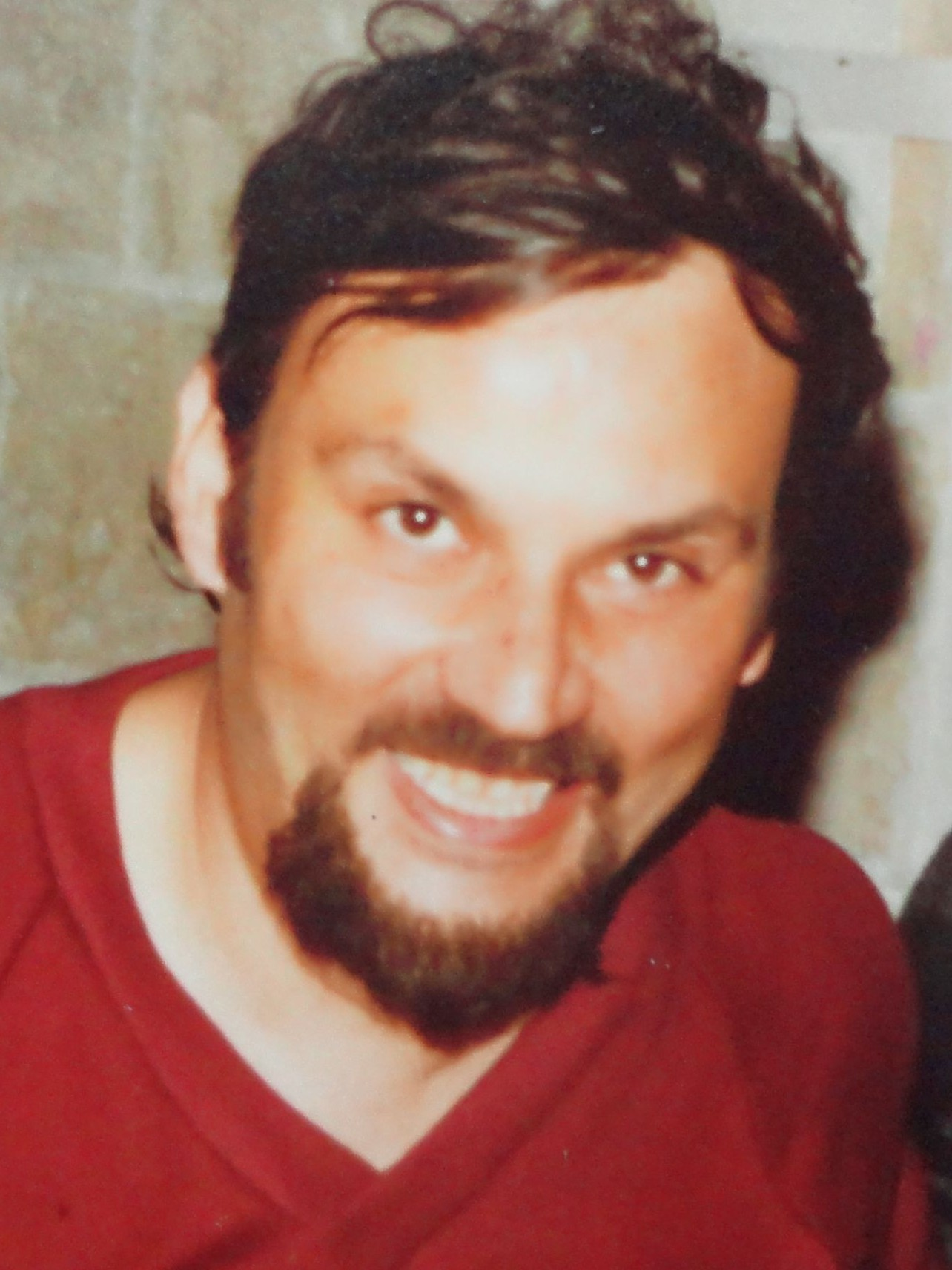
Otto Borik, Malta 1980

Borik verbrachte die Jugend in seiner tschechischen Heimat, die seinerzeit den Prager Frühling durchlebte. Er gelangte in die Bundesrepublik und nahm auch die deutsche Staatsangehörigkeit an. Zwischen 1973 und 1984 wohnte er in Bochum, wo er als Mitglied der SG Bochum 31 die dortige Schachszene dominierte. 1974 nahm er an den Dortmunder Schachtagen teil.
In den Jahren 1973 und 1975 wurde Borik NRW-Schachmeister. In Brilon kam es 1973 zu dem ungewöhnlichen Fall, dass seine erste Frau Růžena gleichzeitig den Titel bei den Damen gewann. 1976 wurde Borik Deutscher Meister im Blitzschach. Im gleichen Jahr nahm er an der Deutschen Meisterschaft in Bad Pyrmont teil und erreichte den 4. Platz. 1982 landete er in Bad Neuenahr-Ahrweiler auf dem 9. Rang.

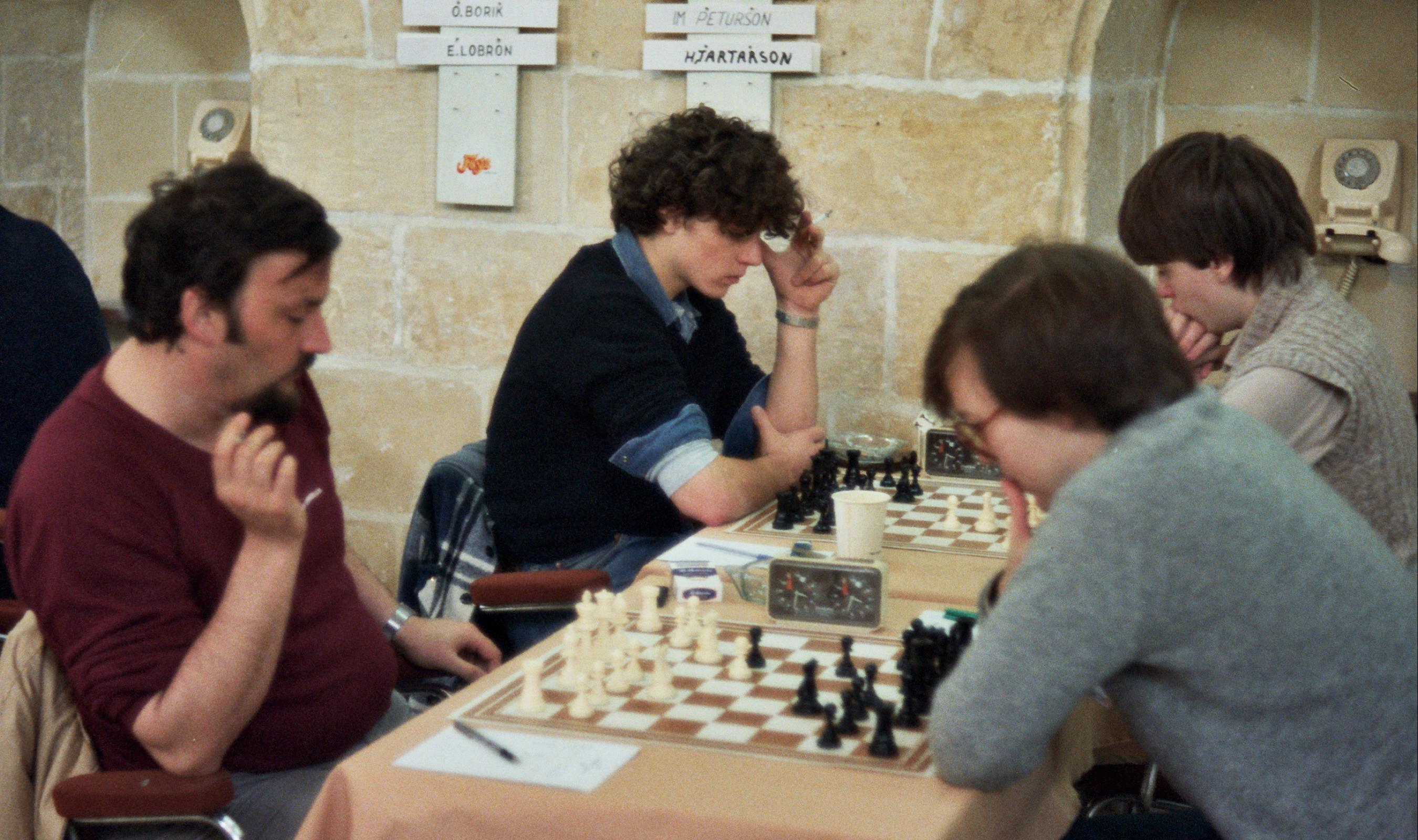
Otto Borik – Margeir Pétursson, Schacholympiade 1980 in Malta (im Hintergrund Lobron – Hjartarson)

Höhepunkte seiner Laufbahn waren die Teilnahmen an den Schacholympiaden 1978 in Buenos Aires (3 aus 7) und 1980 in Malta (5 aus 10 am dritten Brett). Über die Schacholympiade in Buenos Aires verfasste er außerdem ein Turnierbuch.
Beim Bochumer Großmeisterturnier 1981, das Lubomir Kavalek vor Vlastimil Hort gewann – die ebenfalls beide aus der Tschechoslowakei emigriert waren –, kam Borik (mit 8 aus 15) auf Platz fünf und erreichte damit seine erste IM-Norm. Noch im gleichen Jahr erfüllte er in einem Turnier in Dänemark seine zweite Norm. Daraufhin verlieh ihm der Weltschachbund 1982 den Titel eines Internationalen Meisters.
In der Folgezeit wurde Borik in erster Linie als Autor bekannt und machte sich ferner als Schachtrainer, etwa als Stützpunkttrainer des Deutschen Schachbundes, einen Namen. Seine Schachkarriere gab er praktisch auf, um sich auf die Publizistik zu konzentrieren.
Er besuchte mehrmals die Dortmunder Schachtage, wo er im Pressezentrum aktiv war.
Borik blieb freilich im Mannschaftsschach aktiv und kam in der deutschen Schachbundesliga zum Einsatz.
Dort spielte er von 1980 bis 1983 bei der SG Bochum 31, von 1983 bis 1986 für die Solinger SG 1868, zwischen 1988 und 2000 insgesamt acht Spielzeiten für den Delmenhorster Schachklub und zuletzt in der Saison 2003/04 für die Bremer Schachgesellschaft von 1877. Derzeit spielt er für die Bremer Schachgesellschaft in der Oberliga Nord.
In der tschechischen Extraliga war Borik zwischen 1992 und 2002 aktiv und wurde 2001 mit ŠK DP Holdia Prag tschechischer Mannschaftsmeister. Im selben Jahr nahm er mit ŠK DP Holdia Prag am European Club Cup teil.

## Buchautor und Journalist
Borik schrieb und übersetzte eine Vielzahl von Schachbüchern. Hierzu gehören Eröffnungswerke, das mit Joachim Petzold herausgegebene Meyers Schachlexikon sowie mehrere Bücher (mit Helmut Pfleger als Ko-Autor) zu den Schachweltmeisterschaften zwischen 1981 und 1990, die im Falken-Verlag erschienen sind.
Seine Hauptleistung bildet jedoch das 1979 von ihm gegründete Schach-Magazin 64. Borik ist seit mehr als drei Jahrzehnten Chefredakteur der Schachzeitschrift, die bis Ende 2006 im Monat zweimal herauskam und seitdem monatlich erscheint.

## Werke (Auswahl)
- Schach-Olympiade: Buenos Aires '78, Rau, Düsseldorf 1979. ISBN 3-7919-0191-5.
- Eröffnungen, halboffene Spiele, 3. Aufl., Beyer Verlag, Hollfeld 1983. ISBN 3-921202-70-1.
- (mit Vlastimil Hort) Moderne Verteidigung, 2. Aufl., Beyer Verlag, Hollfeld 1984. ISBN 3-88805-053-7.
- Budapester Gambit (2. Aufl.), Edition Mädler im Rau Verlag, Düsseldorf o. J. (1988). ISBN 3-7919-0221-0.
- Kasparows Schacheröffnungen (2. Aufl.), Edition Olms, Zürich 1992. ISBN 3-283-00319-X.
- (mit Joachim Petzold) Meyers Schachlexikon. Meyers Lexikonverlag, Mannheim 1993. ISBN 3-411-08811-7.